# Dinko Bogdanić
Dinko Bogdanić (Stari Grad na Hvaru, 4. studenoga 1952.) hrvatski je baletni umjetnik, koreograf i pedagog. 
U Zagrebu je završio klasični balet te postao član ansambla HNK-a 1968. godine, gdje je dvije godine kasnije stekao status solista. Nakon što se usavršavao u SAD-u, prihvatio je 1972. godine poziciju solista u Ballet Theatreu u Pittsburghu. Zagrebu se vratio 1975., ali ga 1978. napušta radi solističke karijere u Njemačkoj.
Međunarodnu karijeru gradio je nastupima u vodećim baletnim središtima Europe, SAD-a i Azije. Pedagošku djelatnost razvijao je kao profesor na Baletnoj akademiji u Münchenu (1991. - 1997.) te kao baletni majstor u Berlinu (1998. - 2002.). Hrvatskom baletu vratio se kao ravnatelj Baleta HNK u Zagrebu (2002. - 2005.) i Splitu (2013. - 2016.).
Umjetnički izraz posebno je došao do izražaja u ulogama klasičnog i suvremenog repertoara, među kojima se ističu interpretacije Mirka u „Đavlu u selu” F. Lhotke te naslovne uloge u „Romeu i Juliji” S. S. Prokofjeva. Kao koreograf potpisuje postavke značajnih djela poput: „Don Quijotea” i „Bajadere” L. Minkusa, „Giselle” A. Ch. Adama te „Tramvaja zvanog čežnja” M. Tarbuka. 
Na međunarodnim natjecanjima osvajao je priznanja kao solist (Helsinki) i partner (Varna, Moskva, Jackson, Mississippi). Njegova karijera obilježena je suradnjom s istaknutim koreografima poput Georgea Balanchinea, Rudolfa Nurejeva i Pine Bausch. Posebno se istaknuo kao vrstan partner i interpret, razvijajući prepoznatljiv pristup u pas de deux izvedbama, što ga je kasnije profiliralo kao cijenjenog pedagoga za partnersku plesnu tehniku.
Bio je član žirija Plesa sa zvijezdama od 1. do 9. sezone.
Osvojio je Nagradu Tito Strozzi 1997. za koreografiju i režiju baleta Ludwiga Minkusa „Don Quiote”. Osvojio je Nagradu hrvatskog glumišta za najbolje koreografsko, redateljsko ili dirigentsko ostvarenje u baletnoj predstavi 2004./2005. i 2010./2011. 
Nositelj je Reda Danice hrvatske s likom Marka Marulića.